# Metaxythus austrinus
Metaxythus austrinus är en mångfotingart som beskrevs av Crabill 1968. Metaxythus austrinus ingår i släktet Metaxythus och familjen kamjordkrypare. Inga underarter finns listade i Catalogue of Life.